# Klein purperuiltje
Het klein purperuiltje (Eublemma parva) is een nachtvlinder uit de familie van de spinneruilen (Erebidae). 

## Beschrijving
De voorvleugellengte bedraagt tussen de 7 en 8 millimeter. De grondkleur van de voorvleugels is wit tot lichtbruin. Opvallend is de middelste dwarslijn waar bruin en wit elkaar scherp aftekenen. De buitenste dwarslijn heeft de vorm van een vraagteken.

## Levenscyclus
Het klein purperuiltje gebruikt donderkruid en heelblaadjes als waardplanten. De rups is te vinden van juli tot september, de volwassen vlinder van maart tot november.

## Voorkomen
De soort komt voor als standvlinder van Noord-Afrika en Zuid-Europa tot Centraal-Azië. Ten noorden van de Alpen komt de soort voor als trekvlinder. In Nederland en België is de vlinder zeer zeldzaam. De waarnemingen in 2009 in Zeeland behoren tot de noordelijkste die bekend zijn. 